# Grb Kajmanskih otoka
Grb Kajmanskih otoka sastoji se od štita, nad kojim je zelena kornjača na smotku konopa, a iza nje je zlatni ananas. Na štitu je zlatni lav na crvenoj podlozi, simbol Ujedinjenog Kraljevstva. Pod njim su plavo-bijeli morski valovi i tri zelene petokrake zvijezde, koje predstavljaju tri otoka: Veliki Kajman, Mali Kajman i Kajman Brac.
U podnožju štita je geslo otočja, He hath founded it upon the seas ("Jer je on osnova nad morima"), citat iz Psalma 24.:
Ovaj se grb, koji datira iz 1958. godine, nalazi i na zastavi Kajmanskih otoka.